# Olivier Appert
Pour les articles homonymes, voir Appert.
Olivier Pierre Camille Appert, né le 9 avril 1949 à Paris, est un haut fonctionnaire français.
Membre du Corps des mines, il a occupé des fonctions de direction dans des administrations et des entreprises, essentiellement dans le domaine de l'énergie.

## Distinctions
- Officier de l'ordre national du Mérite
- Officier de la Légion d'honneur

## Parcours
- 1968 : Il entre à l'École polytechnique.
- 1970 : Il obtient une licence de sociologie
- 1973 : Il sort de l'École des mines.
- 1974 : Il est nommé au Service des mines, à Lyon comme chargé de mission auprès du préfet de la Région Rhône-Alpes (Mission régionale), chargé des affaires industrielles[1].
- 1979 : De retour à Paris, il est affecté au service des Matières premières et du Sous-sol de la DGEMP, alors rattachée au ministère de l'Industrie.
- 1981 : Il est nommé chargé de mission au cabinet du ministre de l'Industrie, Pierre Joxe, puis à celui du Premier ministre, Pierre Mauroy, placé auprès du conseiller pour les affaires industrielles, Claude Mandil. Dans ce dernier poste, il assure un bref intérim comme adjoint du directeur des hydrocarbures du ministère.
- 1984 : Il devient directeur-adjoint du cabinet d'Édith Cresson, alors ministre du Redéploiement industriel et du Commerce extérieur.
- 1987 : Pendant une brève période de deux ans, il entre à TRT (groupe Philips) comme responsable de l'activité radiomobile.
- 1989 : De retour au ministère de l'Industrie comme directeur des Hydrocarbures, il est aussi nommé ingénieur général des mines en 1993.
- 1994 : Il entre à l'Institut français du pétrole où il est successivement directeur central, directeur général adjoint, directeur général de la filiale ISIS (1998-1999).
- 1999 : Il rejoint l'Agence internationale de l'énergie jusqu'en 2003, en qualité de directeur de la Coopération long terme et de l'analyse des politiques énergétiques.
- 2003 : Il est nommé président de l'Institut français du pétrole, fonction dans laquelle il succède à Claude Mandil. Il a été renouvelé dans ces fonctions à plusieurs reprises, notamment en avril 2010.
- 2011 : Il est élu président du Conseil français de l'énergie, section française du Conseil mondial de l'énergie, en remplacement d’Anne Lauvergeon[2].
- 2013 : Il est nommé membre du conseil d'administration d'EDF
- 2015 : Il devient délégué général de l'Académie des technologies, dont il est membre depuis 2011.
- 2015 : Il quitte ses fonctions de président de l'Institut français du pétrole, qu'il occupait depuis 2003, et est remplacé par Didier Houssin[3]